# Ratufa bicolor
Lo scoiattolo gigante nero (Ratufa bicolor Sparrman, 1778) è un grosso scoiattolo arboricolo del genere Ratufa originario dell'ecozona orientale.

## Tassonomia
Attualmente, gli studiosi riconoscono dieci sottospecie di scoiattolo gigante nero:
- R. b. bicolor Sparrman, 1778 (Giava e Bali);
- R. b. condorensis Kloss, 1920 (Provincia di Ba Ria-Vung Tau);
- R. b. felli Thomas e Wroughton, 1916 (Myanmar occidentale);
- R. b. gigantea McClelland, 1839 (Assam, Nepal, Sikkim, Myanmar, Laos, Vietnam, Thailandia e Yunnan);
- R. b. hainana J. A. Allen, 1906 (Hainan);
- R. b. leucogenys Kloss, 1916 (Thailandia sud-orientale);
- R. b. melanopepla Miller, 1900 (penisola di Malacca);
- R. b. palliata Miller, 1902 (Sumatra);
- R. b. phaeopepla Miller, 1913 (Tenasserim e Thailandia peninsulare);
- R. b. smithi Robinson e Kloss, 1922 (Annam meridionale e Cocincina).

## Descrizione
Nello scoiattolo gigante nero la lunghezza del corpo è di 35-58 cm, e quella della coda può raggiungere i 60 cm, per una lunghezza totale che può essere di 118 cm. Il dorso, le orecchie e la folta coda sono di colore variabile dal marrone intenso al nero; il ventre è di un colore fulvo più chiaro.

## Distribuzione e habitat
Lo scoiattolo gigante nero vive in Nepal orientale, Cina (dal Tibet sud-orientale allo Yunnan meridionale e sull'isola di Hainan), India (Assam), Myanmar, Thailandia, Laos, Cambogia, Vietnam, penisola malese, Sumatra, Giava e Bali.
L'areale di R. bicolor comprende una vasta gamma di bioregioni, tutte accomunate dal fatto di essere forestate. Esso spazia in altitudine dal livello del mare ad almeno 1400 m di quota, in alcuni dei territori più impervi del mondo. Tuttavia, negli ultimi decenni, l'habitat di R. bicolor è stato pesantemente intaccato dagli insediamenti umani, dalla deforestazione e dall'agricoltura, i quali, insieme alla pressione venatoria in alcune aree, hanno portato, nel corso degli ultimi anni, a una diminuzione del 30% della popolazione. Tuttavia, in alcune zone, questa specie è protetta dalla caccia dalla legge e dalle tradizioni locali.
Nell'Asia meridionale R. bicolor abita nelle foreste di conifere e latifoglie tropicali e subtropicali.
Nell'Asia sud-orientale vive nelle foreste sempreverdi e semi-sempreverdi di latifoglie, ma solo raramente è stato visto in foreste di conifere.
Nella foresta pluviale tropicale della penisola malese e dell'Indonesia la specie non è così abbondante come nelle altre aree dell'areale, probabilmente a causa della competizione per il cibo, nella volta della foresta, con altre specie arboricole (specialmente Primati).
Tra i luoghi migliori per avvistare uno scoiattolo gigante nero vi è il Parco nazionale di Kaziranga, nello stato dell'Assam (India).

## Biologia
R. bicolor è diurno e arboricolo, ma talvolta scende giù dalla volta della foresta per andare in cerca di cibo sul suolo. Si spinge raramente nelle piantagioni o negli insediamenti umani, prediligendo le foreste vergini.
La sua dieta è costituita da semi, strobili, frutta e foglie. È prevalentemente solitario, e ogni anno partorisce 1 o 2 piccoli, che alleva in un nido, spesso situato all'interno della cavità di un albero.

## Conservazione
R. bicolor, inserito dalla IUCN tra le specie prossime alla minaccia, è minacciato soprattutto dalla caccia e dalla deforestazione.